# Derolus pexus
Derolus pexus es una especie de escarabajo longicornio del género Derolus, tribu Cerambycini, subfamilia Cerambycinae. Fue descrita científicamente por Hüdepohl en 1998.

## Descripción
Mide 14,5-20,2 milímetros de longitud.

## Distribución
Se distribuye por Indonesia y Malasia.